# Lacul Ontario
Lacul Ontario este situat între provincia canadiană Ontario la nord și statul american New York la sud. Acest rezervor de apă , cu o lungime de 311 kilometri și cu lățimea de până la 85 de kilometri, face parte din grupul Marilor Lacuri, care alcătuiesc granița canadiano-americană în partea estică a continentului nord-american. În ciuda suprafeței sale mari (18.529 km²), Lacul Ontario, cel mai estic dintre Marile Lacuri, este totodată cel mai mic dintre acestea. Partea cea mai mare a lacului îi aparține Canadei. 
În Lacul Ontario se varsă numeroase râuri. Principalul său afluent este Niagara, care se scurge din Lacul Erie, situat mai la sud. Pe de altă parte, din Lacul Ontario se scurge fluviul Sf. Laurențiu, care îi poartă apele prin Québec, provincia francofonă a Canadei. Acest fluviu alcătuiește o parte din Canalul Sfântul Laurențiu, o cale navigabilă intercontinentală de importanță comercială uriașă, care unește Marile Lacuri cu Oceanul Atlantic. 
Lacul Ontario este marea poartă de acces către porturile din Chicago, Cleveland, Detroit și Milwaukee. Acest lac este unit cu Lacul Erie prin Canalul Welland, cu Lacul Huron prin Canalul Trent, cu râul Ottawa prin Canalul Rideau, și cu fluviul Hudson prin Sistemul de Canaluri al statului New York. Pe malul său se află importante porturi canadiene și americane. Printre cele mai mari dintre acestea se numără Hamilton, Kingston și Toronto (în Canada), precum și Oswego și Rochester (în SUA).
Lacul Ontario este, în primul rând o arteră navigabilă, dar nu numai. Regiunea Thousand Islands (O mie de insule) din extremitatea nord-estică a bazinului merită o atenție deosebită. În locul în care fluviul Sf. Laurențiu se revarsă din lac, din apă se ivesc o mulțime de insule, dintre care unele foarte mici. Câteva insule sunt acoperite de păduri dese, altele arată ca niște blocuri de granit, cu câte un brad sau pin singuratic în vârf, care ține piept vânturilor, înfigându-și rădăcinile în stâncă.

## Istorie
Lacul Ontario a fost descoperit de francezul Étienne Brûlé în anul 1615. 
 
În 1615, Samuel de Champlain și  Étienne Brûlé, însoțiți de un grup de huroni descoperă și explorează o largă zonă din regiunea Marilor Lacuri nord-americane. Porniți din Quebec spre gurile râului Ottawa, merg în amonte până la confluența acestuia cu râul Mattawa, descoperă Lacul Nipissing și prin intermediul lui French River, ies la golful Georgian parte a Lacului Huron, unde Étienne Brûlé se desparte de grup și va fi primul care a ajuns primul la Lacul Ontario.
Între secolul al XVII-lea și cel de-al XVIII-lea, împrejurimile Lacului Ontario au fost scena rivalității încrâncenate dintre britanici și francezi, în care ambele părți au încercat să implice triburile de piei-roșii.

## Climă
Clima este temperat-continentală. Temperatura medie anuală este de -7 °C în ianuarie și de +20 °C în iulie. Cantitatea medie anuală de precipitații este de 810 mm. 